# Суворов Олександр Васильович
Суво́ров Олекса́ндр Васи́льович (рос. Александр Васильевич Суворов; 13 (24) листопада 1729, Москва, Російська імперія — 6 (18) травня 1800, Санкт-Петербург, Російська імперія) — граф Римницький (1789), князь Італійський (1799), російський воєначальник. Один із засновників російської військової справи, генералісимус (1799) російських наземних та морських сил, генерал-фельдмаршал австрійських та сардинських військ. Кавалер всіх російських та багатьох іноземних військових орденів.
Був організатором придушень національно-визвольних повстань та депортацій, зокрема Коліївщини, польського повстання Костюшка, а також, у 1778 р. — депортації кримських християн до Російської імперії й 1782—1783 рр. — депортації з Кубані ногайців. Всі ці акції відзначалися жорстокістю та мали ознаки геноциду.

## Життєпис

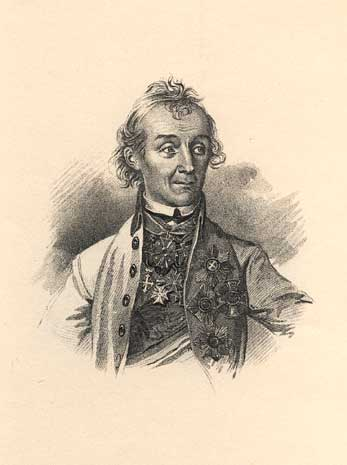
Портрет Олександра Суворова роботи Тараса Шевченка. Гравюра, 1844

Народився 13 (24) листопада 1729 (за іншими даними, в 1730 році) в Москві в дворянській сім'ї. Його батько, Василь Іванович Суворов — генерал-аншеф і сенатор, був автором першого російського військового словника. Мати Суворова — Авдотья (Євдокія) Федосіївна, до шлюбу Манукова. Дитинство Олександр провів у батьківському маєтку в селі. Він ріс слабким, часто хворів. Через слабість його здоров'я батько не думав про військову кар'єру сина і готував його на цивільну службу. Однак з дитячих років хлопчик виявив потяг до військової справи і, користуючись багатою батьківською бібліотекою, вивчав фортифікації, військову історію, артилерійську справу. Крім військових дисциплін він вивчав математику, філософію, історію.
Вирішивши стати військовим, Суворов став загартовуватися і займатися фізичними вправами.
У 1742 році, піддавшись прохання хлопчика, батько записав його солдатом в лейб-гвардії Семенівський полк, у якому Суворов прослужив шість з половиною років. У цей час він продовжував своє навчання, як самостійно, так і відвідуючи заняття в Сухопутному шляхетському кадетському корпусі, вивчив кілька іноземних мов (Суворов володів вісьмома мовами).
Дійсну військову службу Суворов почав у 1748 році в чині капрала, хоча дворянські діти починали її в офіцерському чині. Суворов добре пізнав справжнє солдатське життя. У 1754 році йому було присвоєно офіцерське звання поручника і він був призначений у Інгерманландський піхотний полк. Рідкісні стройові навчання, караульна служба, а потім виконання тилових інтендантських посад не задовольняли Суворова і, на прохання батька, його направили в легкий корпус генерал-поручика Берга. Суворов відзначився вже під час семирічної війни, особливо біля Кунерсдорфу.
Під час першої російсько-османської війни 1768—1774 здобув перемоги при Козлуджі (1774). На останньому етапі повстання О. І. Пугачова, з серпня 1774 року керував військами, направленими на його придушення. На момент прибуття Суворова до Волги основні сили повстанців було розгромлено. Суворов із військом почав переслідування Пугачова, що втікав. Біля річки Великий Узень Суворов майже наздогнав його, але в цей час Пугачова вже полонили його прибічники-зрадники. Суворов відвіз полоненого до Симбірська і деякий час займався ліквідацією загонів бунтівників і репресіями місцевого населення.
У другу російсько-османську війну 1787—1791, вже в чині генерала, здобув перемоги в Кінбурні (1787), під Очаковом в 1788 році, Фокшанах (1789), Римнику (1789). Під час Бессарабської кампанії він узяв приступом сильну турецьку фортецю Ізмаїл (березень 1790 року). У 1794 році Суворов придушив польське національно-визвольне повстання Костюшка; за взяття Варшави був підведений у звання фельдмаршала. У 1795—1796 роках командував військами у Польщі, потім в Україні.
У 1787 році фактична відмова задунайських козаків від штурму позицій російських військ під Кінбурном, в рядах яких були козаки Сидора Білого, дозволила Суворову разом із пішими козаками скинути яничарів у лиман, чим і завершилась оборона Кінбурна. На початку зими 1790 розпочалася знаменита операція російських військ під командуванням Суворова з штурму Ізмаїла. Хід цієї операції теж повністю викривлений у нашій історії. За порадою кошового отамана Захарія Чепіги Суворов призначив штурм Ізмаїла на ранок 11 грудня, до падіння густих туманів. З ранковою зорею десантом з острова Сулин флотилія Антона Головатого першою розпочала штурм, вдаривши на турецькі батареї і змусила їх замовкнути. На 8 годину ранку козаки знову взяли турецькі редути й укріплення з боку Дунаю, і доки сухопутні війська Суворова штурмували стіни, вдерлися до фортеці. У вирішальний час бою поспів на допомогу Михайло Кутузов зі своїми гренадерами і опір яничарів було зломлено. Останній кримський хан Каплан-Гірей разом зі своїми п'ятьма синами загинув у цьому бою. Морські піхотинці Головатого захопили 26 ворожих знамен. Ці військові трофеї цінуються найвище, бо означають військову доблесть і звитягу. За штурм Ізмаїла Антона Головатого було нагороджено орденом Святого Володимира, а всіх козаків — срібною медаллю «За отменную храбрость при взятии Измаила Декабря 11 дня 1790», яка носилася на георгіївській стрічці. У бою за Ізмаїл загинуло 24 козацьких старшини (офіцерів) і 388 козаків. Та історична слава у цій кривавій битві повністю була віддана генерал-аншефу Олександру Суворову і російським «чудо-богатирям». Офіційна російська і радянська пропаганда й історіографія участь українських військ і флоту у визволенні Причорномор'я принципово замовчували, хоча добре знали, що більшість полків отих «чудо-богатирів» комплектувалися українцями та в Україні. Після захоплення Ізмаїла за наказом Суворова «чудо-богатирями» було замордовано близько 10 тис. цивільного населення, включно з жінками і дітьми, що не мало жодного військового сенсу.
Будучи улюбленим полководцем Катерини II, після вступу на престол Павла I Суворов потрапив у немилість. Він рішуче виступив проти насадження у військах прусських порядків, за що в лютому 1797 року був звільнений у відставку і засланий в маєток Кончанське Новгородської губернії.
Однак у лютому 1799 року, у зв'язку з утворенням 2-ї антифранцузької коаліції за участю Росії, Павло I на прохання союзників призначив Суворова головнокомандувачем російськими військами, направленими до Італії. Суворову були підпорядковані й австрійські війська. Під час походу 1799 року війська під командуванням Суворова розгромили французькі війська на річках Адда і Требія, при Нові, звільнивши від них всю Ломбардію. Спрямований до Швейцарії для з'єднання з корпусом Римського-Корсакова, Суворов узяв перевал Сен-Готард і Чортів міст, але російський корпус до того часу вже був розбитий і армія Суворова виявилася оточеною французами. Суворов зумів із боєм пробитися з оточення. Хоча мета Швейцарського походу не була досягнута, Суворов зумів так представити свої дії, що отримав найвище військове звання — генералісимус.
У жовтні 1799 Павло I розірвав союз з Австрією і відкликав війська Суворова в Росію. Походи 1799 року надломили сили 70-річного полководця і в квітні 1800 Суворов хворим повернувся до Петербурга.
Суворов вважається одним з творців російської військової доктрини та нової стратегії і тактики воєн. Створив оригінальну систему поглядів на засоби ведення війни та бою, виховання і навчання військ. Стратегія Суворова мала наступальний характер. Розвинув тактику колон і розсипних шикувань. Свої погляди Суворов розвинув у працях «Полковий установа» (1765), «Наука перемагати» (1795), записках і інструкціях.
Нагороджений всіма вищими орденами Росії, Золотою шпагою з діамантами, орденами Австрії, Пруссії, Франції, Сардинії, Баварії, Польщі.

## Особисте життя

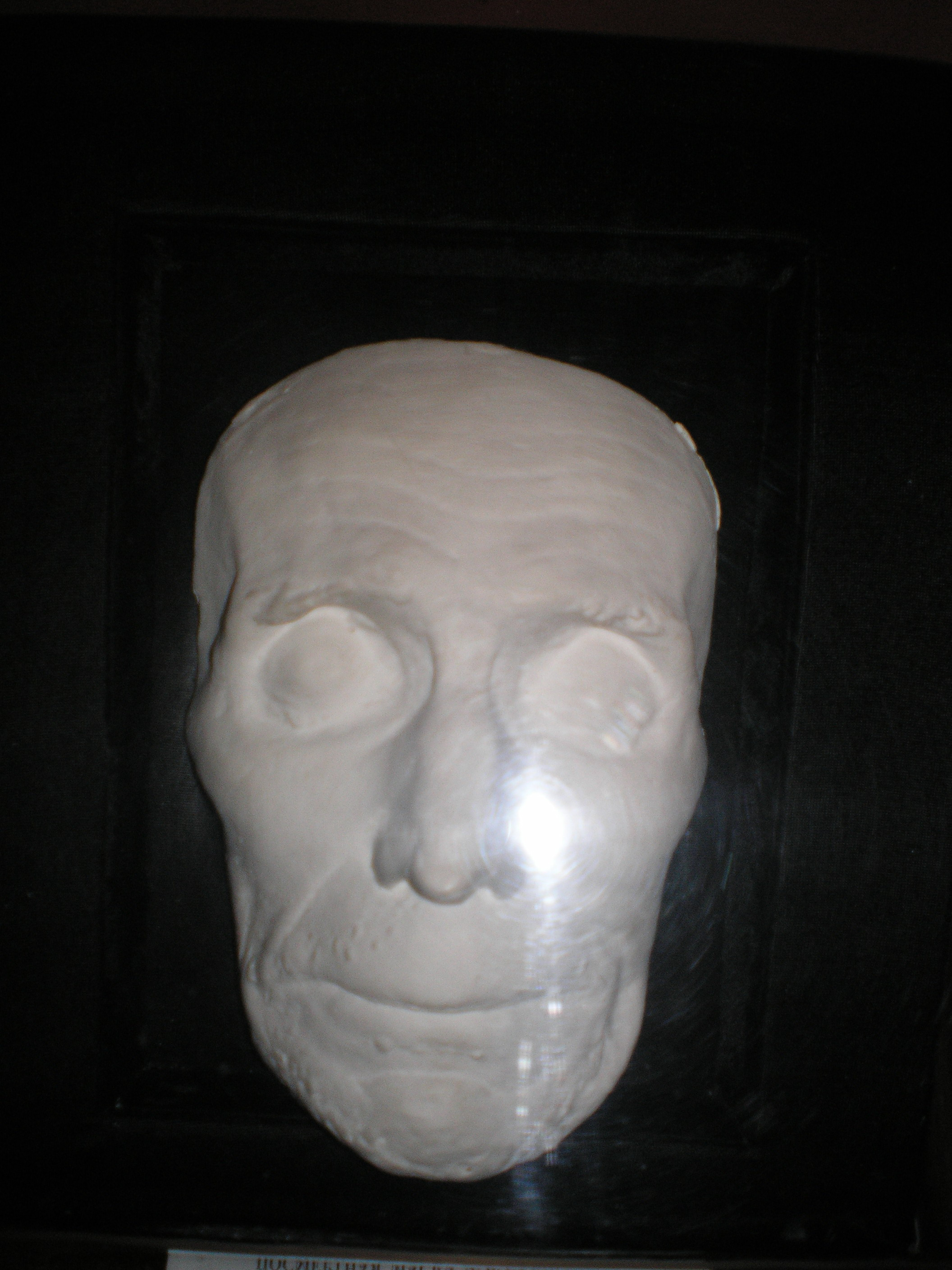
Посмертна маска Суворова

Сімейне життя Суворова не склалося. Одружився він у 43 роки з княжною Прозоровською. Викривши її в подружній зраді, 1779 року він почав шлюборозлучний процес, згодом відмовився від нього, а після 1784 року перервав відносини з дружиною. Мав від неї доньку Наталію і сина Аркадія, який був у генеральському чині, коли трагічно загинув, потонувши в річці Римник.
6 (18) травня 1800 року Олександр Суворов помер. Його прах покоїться в Олександро-Невській лаврі. На надмогильній плиті викарбувано короткий напис: «Тут лежить Суворов».

## Особистість
Французький король в еміграції Людовик XVIII зустрічався з Суворовим і залишив яскравий опис його зовнішності й характеру. Опис певною мірою відображає поширені в Європі стереотипи про російського фельдмаршала, з іншого боку французький монарх не дозволив собі обманутися зовнішніми дивацтвами полководця:
|  | Цей напівдикий герой сполучав в собі з вельми непоказною зовнішністю такі чудасії, які можна було б визнати за витівки божевілля, якщо б вони не виходили з розрахунків розуму тонкого і далекоглядного. То була людина маленького зросту, худа, немічна, погано-складена, з мавпячою фізіономією, з живими, лукавими очима і манерами до того дивними і сміховинно-кумедними, що не можна було бачити його без сміху або жалю; але під цією оригінальною оболонкою таїлися дарування великого військового генія. Суворов умів примусити солдатів обожнювати себе і боятися. Він був меч Росії, бич Турків і гроза Поляків. Жорстокий поривами, безстрашний за вдачею, він міг незворушно-спокійно бачити потоки крові, пожарища розгромлених міст, запустіння винищених нив. Це була копія Аттіли, з його марновірством, вірою в чаклунство, в провіщання, в таємничий вплив світил. Словом, Суворов мав в собі всі слабкості народу і високі якості героїв. |

## Участь у придушеннях повстань та депортаціях

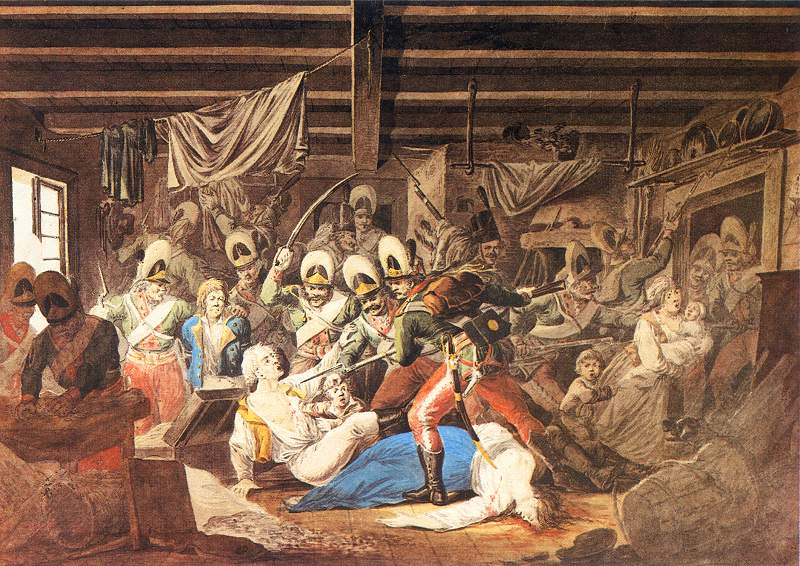
Празька різанина (худ. Александр Орловський, 1810)

У 1769—1770 роках Суворов — командувач бригади, направленої для ліквідації Барської конфедерації, яка виступила проти ставленика Катерини II, польського короля Станіслава-Августа Понятовського та втручання російської імперії у внутрішні справи Речі Посполитої. Паралельно він брав участь у придушенні козацько-селянського повстання Коліївщини в Правобережній Україні в 1768—1769 роках..
Під керівництвом Суворова у 1778 році відбулася депортація кримських греків у степи Приазов'я. На новому місці поселення в азовському степу близько половини кримських переселенців не пережили першої ж зими 1778—1779 років.
У 1782—1783 роках Суворов, командувач російського корпусу на Кубані, був скерований на придушення антиханського (антиросійського) повстання на Кубані та «примушення до миру» ногайців. Уже за рік Суворов здійснив депортацію залишків, після здійснених ним кількох гібридних воєнно-каральних виправ, ногайської орди — народу, який у XVIII столітті оселяв землі Північного Причорномор'я, зокрема й території південних областей сучасної України.
У 1794 році очолюваний Суворовим російський каральний корпус придушував польське визвольне повстання Костюшка та захопив Варшаву. Повстання очолював Тадеуш Костюшко, якого поляки й білоруси вважали і вважають своїм національним героєм. На той час Суворов вже як князь, отримав за це фельдмаршальський жезл, діамантовий бант на капелюх (за взяття Крупчіц та Берестя) і у володіння Кобринський ключ із сімома тисячами кріпосних душ.

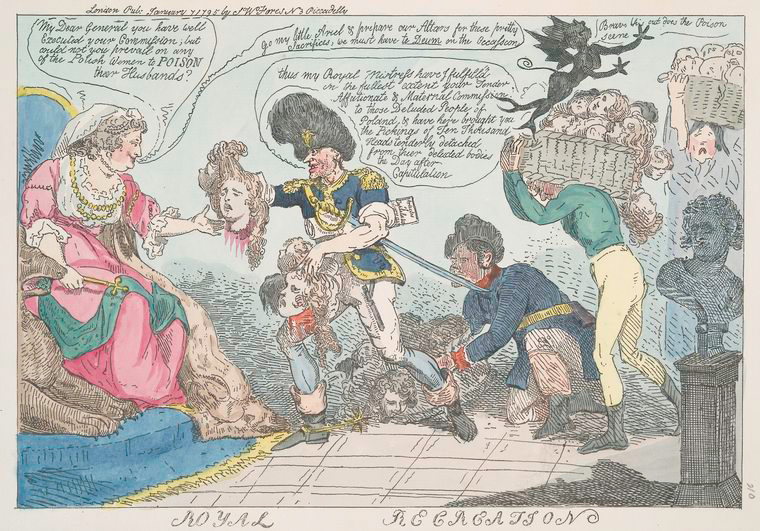
Суворов доповідає цариці про перемогу у Варшаві (британська карикатура)

Історичним фактом є те, що при захопленні Празького передмістя Варшави Суворов прийняв депутатів із міста прямо на полі бою, серед багатьох трупів, демонстративно попереджаючи поляків про наслідки подальшого опору. Перед цим за наказом Суворова було нещадно вбито близько 20 тис. цивільних із метою залякування решти польського населення, і що за словами британського посла Вільяма Ґардінера «було огидним і непотрібним варварством». При придушенні повстання на території Білорусі були випадки осквернення греко-католицьких храмів і спалення Біблії білоруською мовою.
Останні місяці свого життя він провів у Кобрині в садибі, яку було експропрійовано в учасника повстання, в придушенні якого брав участь Суворов.

## Пам'ять
У Росії є пам'ятники, музеї, військові училища, державні нагороди ім. Суворова. Зображення Суворова присутнє на банкнотах самопроголошеної ПМР, а також на ювілейних монетах Росії. У Швейцарії і Ліхтенштейні випущені марки із зображенням полководця.

## Суворопад
26 грудня 2018 року Експертна комісія Міністерства культури України схвалила демонтаж та перенесення пам'ятника Олександру Суворову в Києві. 24 січня 2019 року у Києві демонтований пам'ятник Суворову висотою 6,3 метра, розташований на території Київського військового ліцею імені Івана Богуна.
24 жовтня 2022 року російськими окупантами було демонтовано та вивезено погруддя Суворову у Херсоні.
У листопаді 2022 року Ізмаїльська міська рада ухвалила перенесення пам'ятника Суворову до міськуправління водопровідно-каналізаційного господарства, куди 2016 року було перенесено скульптуру Леніна. Демонтаж відбувся 1 грудня 2022 року.
У місті Тульчин демонтували пам'ятник Суворову.
Поверненню справжнього, а не міфологізованого образу Суворова сприяють інтернет-лекції істориків, зокрема, Олександра Палія

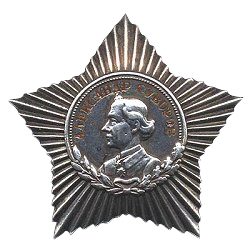
Орден Суворова III ступеня (СРСР)
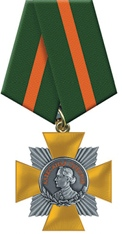
Орден Суворова (Російська Федерація)
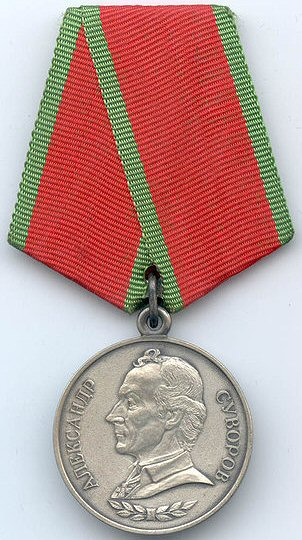
Медаль Суворова (Російська Федерація)
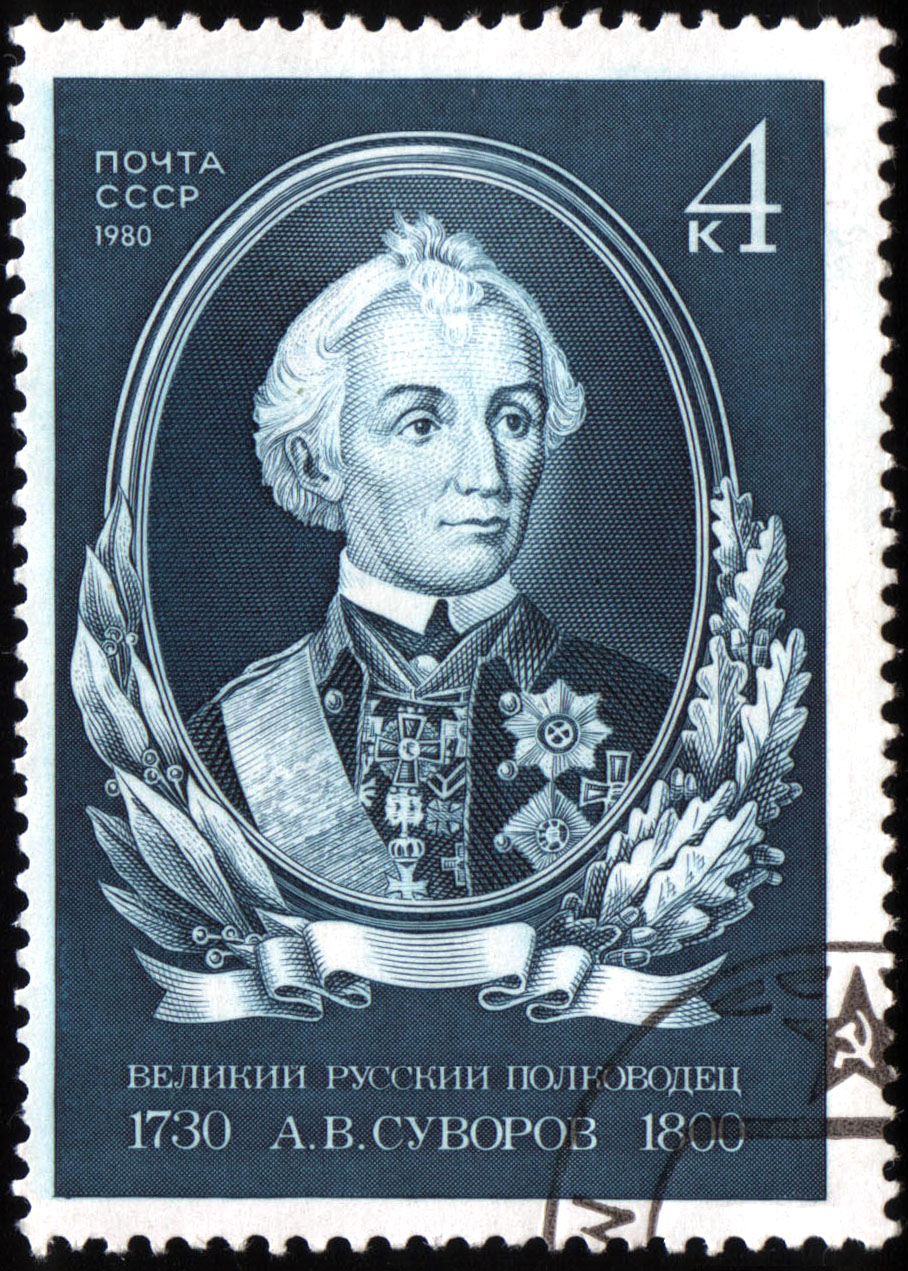
Поштова марка СРСР присвячена О. В. Суворову, 1980 рік (Каталог ЦФА 5127, Скотт 4878)
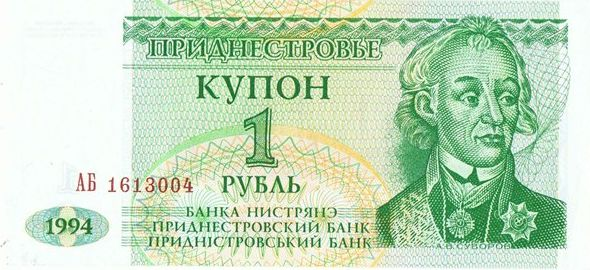
Придністровський рубль
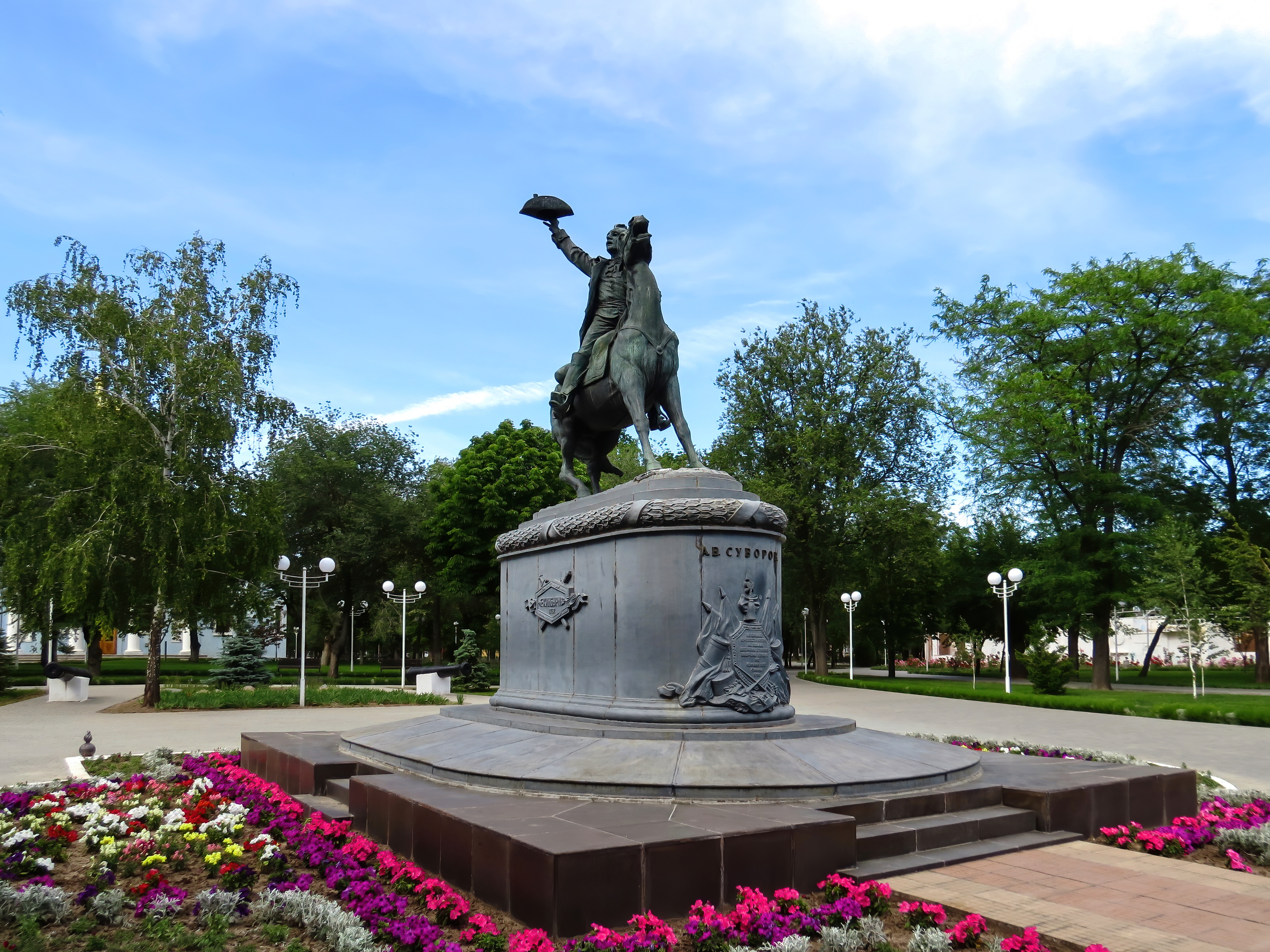
Пам'ятник Суворову в Ізмаїлі (демонтовано)
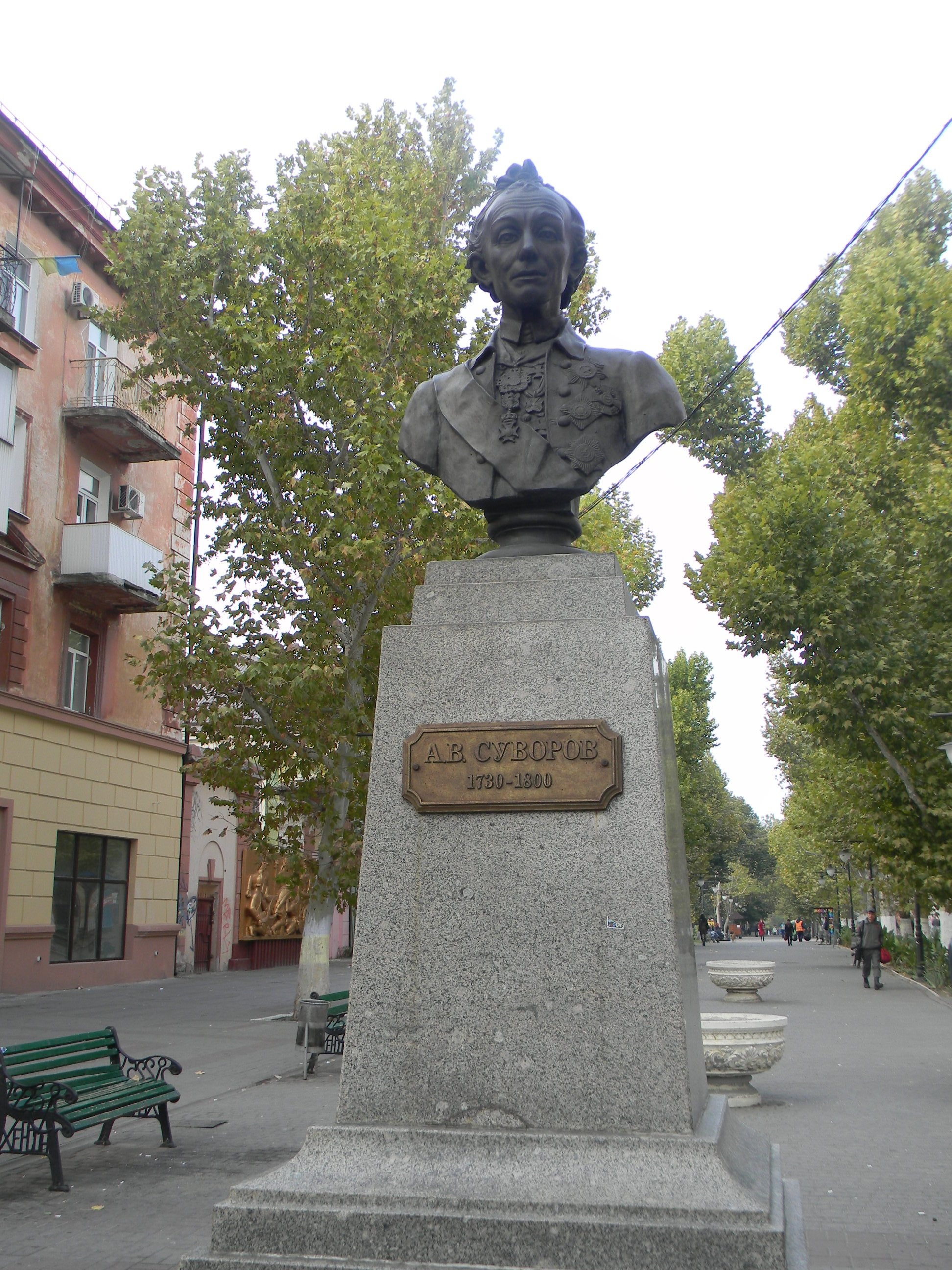
Погруддя Суворову у Херсоні (демонтовано)
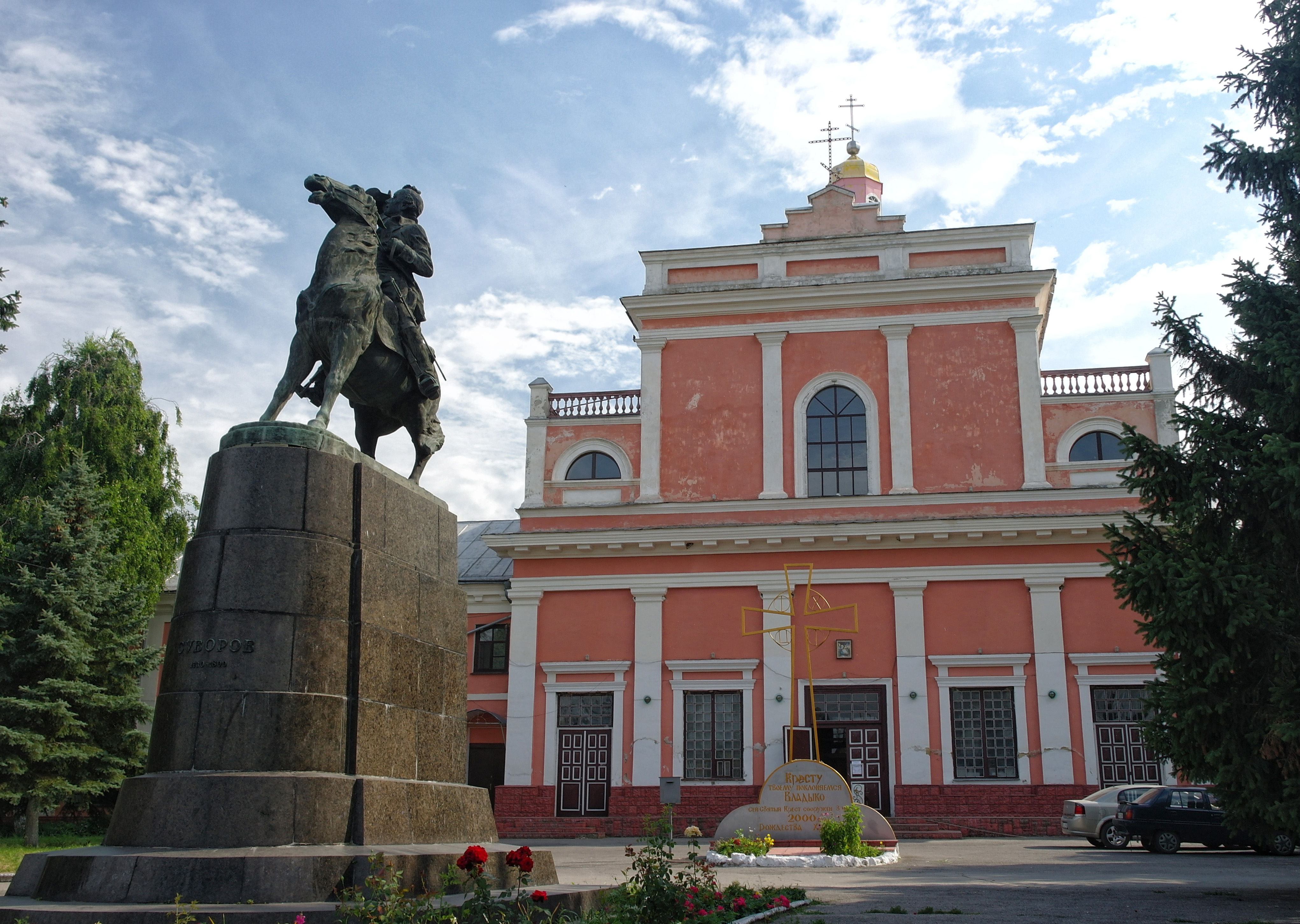
Пам'ятник Суворову у Тульчині (демонтовано)